# Robert Dalban
Gaston Paul Barré dit Robert Dalban, né le 19 juillet 1903 à Celles-sur-Belle (département des Deux-Sèvres), mort le 3 avril 1987 à Paris 8e, est un acteur français.
Avec plus de deux cents films à son actif entre 1934 et 1986, il est l'un des « seconds rôles » masculins les plus connus du cinéma français. Il donne ainsi la réplique aux plus grands acteurs du cinéma français : Louis Jouvet, Jean Gabin, Alain Delon, Lino Ventura, Bernard Blier, Paul Meurisse, Jean Marais ou encore Louis de Funès ou Sophie Marceau.

## Biographie
Son père, Louis Auguste Barré (1873-1951), est garçon boulanger, et sa mère, Marie Léontine Moreau (1868-1951), est couturière. 
Il débute à l'âge de seize ans au théâtre Montparnasse aux côtés de Harry-Max et Maurice Dorléac.
Sous le pseudonyme de « R.Q. », il est aussi comique troupier au caf'conc' Les Trois Mousquetaires. Avant un départ en tournée aux États-Unis avec Sarah Bernhardt au début des années 1920, il joue dans de nombreux théâtres de quartier. On le retrouve dans des opérettes et des revues au cours des années 1930. Il joue plusieurs fois avec Gaby Morlay, qui le pousse vers le cinéma, où il débute en 1934.
Le 24 décembre 1940, il épouse à Marseille la comédienne Madeleine Svoboda dite Madeleine Robinson, avec laquelle il a un fils, Jean-François, né en 1941. Par jugement du tribunal de la Seine, le couple divorce le 16 juillet 1946. Robert Dalban se remarie avec la comédienne et chanteuse Francine Léonie Ghislaine Vanderwalle dite Francine Claudel à Paris 8e le 11 octobre 1954,. Le mariage est dissous le 29 novembre 1962.

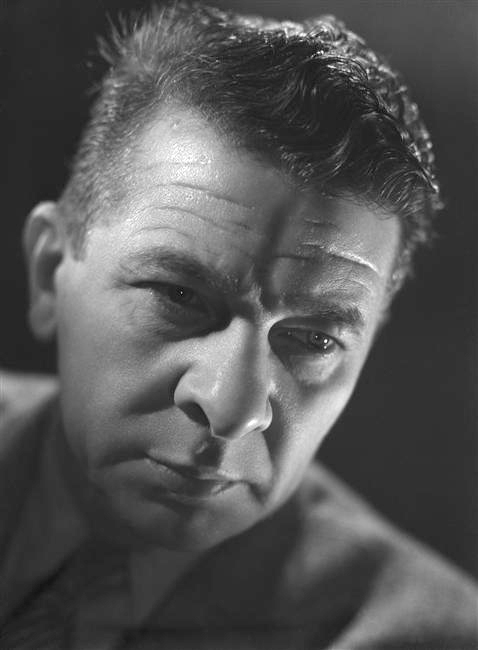
L'acteur en 1948 (Studio Harcourt).

En 1950, il est choisi sur casting organisé par la Metro-Goldwyn-Mayer pour prêter sa voix à Clark Gable dans la version française de la super-production de David O. Selznick Autant en emporte le vent.
En 1955, il rencontre Robert Hossein et tourne dans Les salauds vont en enfer. C'est le début d'une grande amitié entre les deux hommes.

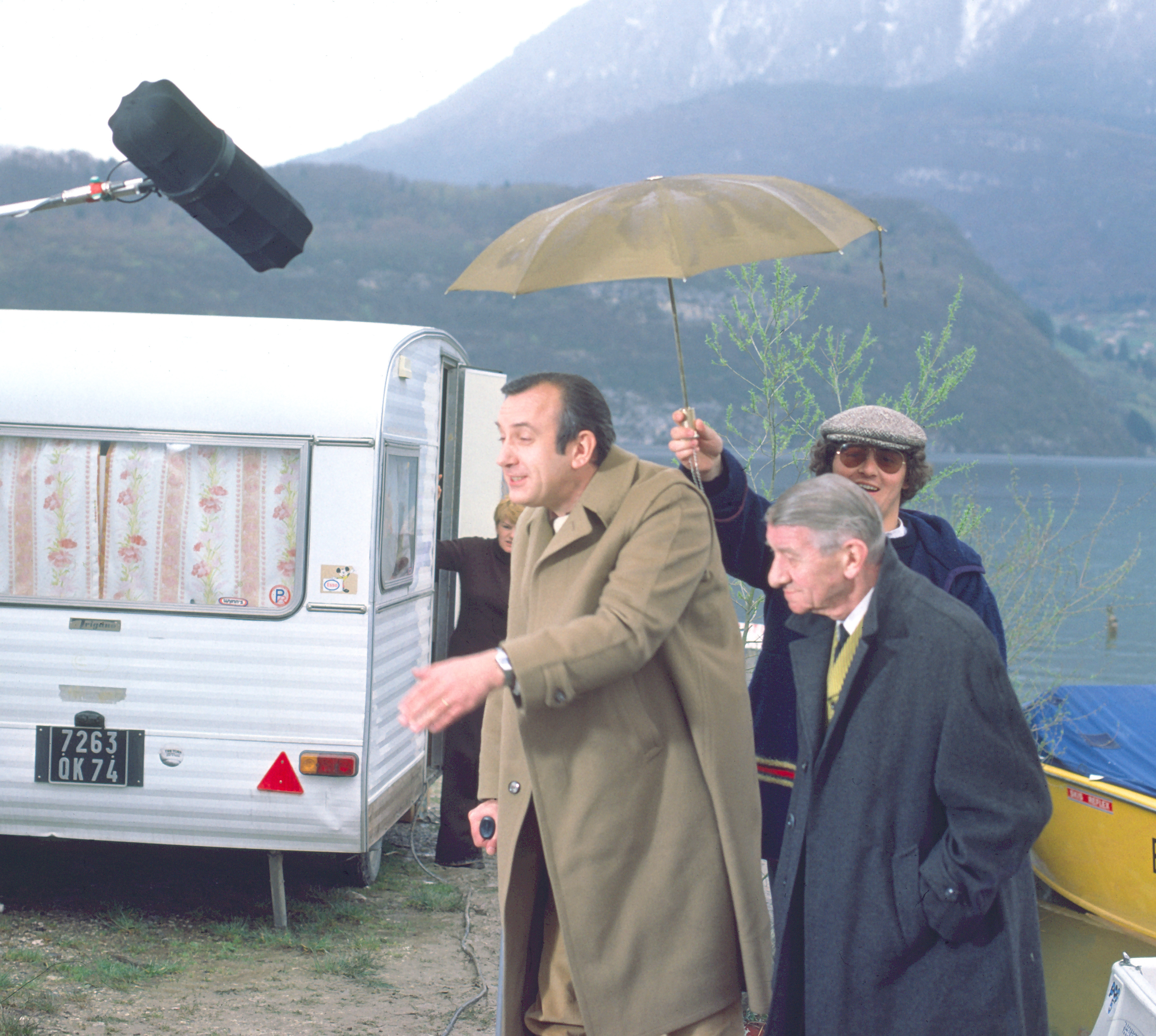
Daniel Ceccaldi et Robert Dalban sur le tournage du film Le Maestro en février 1977, au lac d'Annecy.

Robert Dalban a interprété, entre autres, un ancien camarade de la Résistance de Marie-Octobre (interprétée par Danielle Darrieux) dans Marie-Octobre (1959) et le père de Manette (Claude Jade) dans Mon oncle Benjamin (1969) d'Édouard Molinaro. C'est le tonitruant « Yes, sir ! » de son personnage du majordome Jean dans Les Tontons flingueurs de Georges Lautner qui marque durablement les esprits. Il tourne pas moins de onze films avec ce dernier. Il campe avec une égale conviction les rôles de truands et ceux de policiers. En 1982, il interprète le rôle principal du téléfilm Jules et Juju.
Il meurt à l'occasion d'un repas dans un restaurant des Champs-Elysées à l'âge de 83 ans, d'un arrêt cardio-circulatoire le 3 avril 1987,, après avoir été effrayé par une bande de motards au moment où il traversait l'avenue. Il est enterré au cimetière de Jouars-Pontchartrain, dans le caveau de famille du producteur Alain Poiré, son ami, qui a fait en sorte que Robert Dalban y soit inhumé,. Dans sa nécrologie, Le Monde pointe son « physique aux traits marqués et sa gouaille populaire ».

## Filmographie

### Cinéma

#### Années 1930
- 1934 : L'Or dans la rue de Curtis Bernhardt : un homme à la gare
- 1937 : Passeurs d'hommes de René Jayet
- 1937 : L'Alibi de Pierre Chenal (à confirmer)
- 1937 : Deuxième Bureau contre Kommandantur de René Jayet et Robert Bibal : un officier allemand

#### Années 1940
- 1942 : La Neige sur les pas d'André Berthomieu
- 1942 : Promesse à l'inconnue d'André Berthomieu : le commissaire Andréani
- 1943 : Ne le criez pas sur les toits de Jacques-Daniel Norman : le plombier
- 1945 : Boule de Suif de Christian-Jaque : Oskar, un Prussien
- 1945 : Le Jugement dernier de René Chanas : le policier en civil
- 1947 : Peloton d'exécution d'André Berthomieu : Schmidt
- 1947 : La Maison sous la mer d'Henri Calef : le cafetier
- 1947 : La Taverne du poisson couronné de René Chanas : Cigare
- 1947 : Non coupable d'Henri Decoin : le patron du café
- 1947 : Quai des Orfèvres d'Henri-Georges Clouzot : Paulo, le voleur de voitures
- 1947 : Les jeux sont faits de Jean Delannoy : Georges
- 1948 : L'assassin est à l'écoute de Raoul André : le patron
- 1948 : Le Secret de Monte-Cristo d'Albert Valentin : Mathieu Loupian
- 1949 : Berlin Express de Jacques Tourneur : le chef de l'Intelligence française
- 1949 : Manon de Henri-Georges Clouzot : le maître d'hôtel
- 1949 : Fandango de Emil-Edwin Reinert : l'inspecteur
- 1949 : Au-delà des grilles de René Clément : le bosco
- 1949 : Le Paradis des pilotes perdus de Georges Lampin : Dumont

#### Années 1950
- 1950 : Un homme marche dans la ville de Marcel Pagliero : Laurent
- 1950 : Au p'tit zouave de Gilles Grangier : Armand Billot, le bistrot
- 1950 : Quai de Grenelle de Emile Edwin Reinert : Corbès, le patron du café
- 1950 : La Belle Image de Claude Heymann : Jules Gauthier
- 1951 : La Passante de Henri Calef : le trafiquant
- 1951 : Les Amants de bras-mort de Marcel Pagliero : Levers
- 1952 : Ils étaient cinq de Jack Pinoteau : le manager
- 1952 : Gibier de potence de Roger Richebé : le boucher
- 1952 : Les Sept Péchés capitaux de Georges Lacombe : le forain dans le sketch Le Huitième Péché
- 1952 : Ouvert contre X de Richard Pottier : l'inspecteur Sylvestre
- 1952 : La Minute de vérité de Jean Delannoy : M. Taboureau
- 1953 : Leur dernière nuit de Georges Lacombe : l'inspecteur Dupré
- 1953 : Quand tu liras cette lettre de Jean-Pierre Melville : Dick
- 1953 : Mandat d'amener de Pierre-Louis : Alexandre Brion, le contremaître
- 1954 : Obsession de Jean Delannoy : l'inspecteur Chardin
- 1954 : Destinées de Jean Delannoy : D'Aulon dans le sketch : "Le miracle de Jeanne d'Arc"
- 1954 : Les Révoltés de Lomanach de Richard Pottier : un soldat
- 1954 : Minuit... Champs-Élysées de Roger Blanc : l'inspecteur Bougeaud
- 1954 : Escalier de service de Carlo Rim : l'ami du mandataire
- 1954 : Mourez, nous ferons le reste de Christian Stengel : Grosjean
- 1954 : Votre dévoué Blake de Jean Laviron : l'inspecteur Tessier
- 1955 : Des gens sans importance d'Henri Verneuil : Gillier, le contremaître
- 1955 : Gas-oil de Gilles Grangier : Félix
- 1955 : Chiens perdus sans collier de Jean Delannoy : Joseph, le forain funambule
- 1955 : Interdit de séjour de Maurice de Canonge : l'inspecteur Chennier
- 1955 : Le Fils de Caroline chérie de Jean Devaivre : le capitaine des gendarmes
- 1955 : Les Diaboliques de Henri-Georges Clouzot : le pompiste, garagiste
- 1955 : Pas de souris dans le bizness de Henry Lepage : l'inspecteur principal Marcasse
- 1955 : La Môme Pigalle d'Alfred Rode : un souteneur
- 1955 : Casse-cou, mademoiselle de Christian Stengel : le motard
- 1955 : M'sieur la Caille d'André Pergament : Dominique, le Corse
- 1955 : La Madelon de Jean Boyer : La Tringle
- 1955 : Les salauds vont en enfer de Robert Hossein : Jérôme, le gardien de Macquart et Rudel
- 1956 : Je reviendrai à Kandara de Victor Vicas : Cordelec
- 1956 : À la manière de Sherlock Holmes de Henry Lepage : le commissaire Sanoy
- 1956 : Zaza de René Gaveau : Cascard
- 1956 : Les Truands de Carlo Rim : Pepito Benoît
- 1956 : La Loi des rues de Ralph Habib : le camionneur
- 1956 : La Châtelaine du Liban de Richard Pottier : Malek
- 1956 : La Joyeuse Prison de André Berthomieu : Vauclin
- 1956 : Paris, Palace Hôtel de Henri Verneuil : le préposé du réveillon
- 1956 : Le Chanteur de Mexico de Richard Pottier : un employé du théâtre
- 1956 : Paris Canaille ou "Paris coquin" de Pierre Gaspard-Huit
- 1956 : Les Vendanges (The vintage) de Jeffrey Hayden : l'inspecteur de police Grimaud
- 1957 : L'Irrésistible Catherine d'André Pergament : la voix de Pearl
- 1957 : La Tour, prends garde ! de Georges Lampin : Barberin
- 1957 : La Rivière des trois jonques d'André Pergament : le capitaine Campion
- 1957 : Les trois font la paire de Sacha Guitry et Clément Duhour : l'inspecteur Walter
- 1957 : Ce joli monde de Carlo Rim : Petite main
- 1957 : Donnez-moi ma chance de Léonide Moguy : le commissaire
- 1957 : Les Espions de Henri-Georges Clouzot
- 1958 : Sois belle et tais-toi de Marc Allégret : l'inspecteur principal Cotterat
- 1958 : Le désir mène les hommes de Mick Roussel : M. Jourdans
- 1958 : Marie-Octobre de Julien Duvivier : Léon Blanchet, le serrurier
- 1958 : Le Souffle du désir de Henry Lepage
- 1958 : Cargaison blanche de Georges Lacombe
- 1958 : En légitime défense de André Berthomieu : Albert, le caïd
- 1958 : Moi et le colonel (Me and the colonel), de Peter Glenville : Pierre Michel
- 1959 : Un témoin dans la ville d'Édouard Molinaro : Raymond, un collègue taxi
- 1959 : Pourquoi viens-tu si tard ? d'Henri Decoin : le camelot
- 1959 : Les Amants de demain de Marcel Blistène : le garagiste
- 1959 : Signé Arsène Lupin d'Yves Robert : l'inspecteur Béchoux
- 1959 : Vers l'extase de René Wheeler

#### Années 1960
- 1960 : Amour, Autocar et Boîtes de nuit ou Paris c'est l'amour de Walter Kapps : Lucien
- 1960 : Les Vieux de la vieille de Gilles Grangier : Jérôme Ardouin, le fossoyeur
- 1960 : Monsieur Suzuki de Robert Vernay : le marinier
- 1960 : Le Baron de l'écluse de Jean Delannoy : Mr Vuillaume
- 1960 : Quai du Point-du-Jour de Jean Faurez : Dominique
- 1960 : Interpol contre X de Maurice Boutel : le commissaire Meunier
- 1960 : Les Moutons de Panurge de Jean Girault : le chauffeur de taxi
- 1960 : Boulevard de Julien Duvivier : le forain
- 1960 : L'Affaire d'une nuit d'Henri Verneuil : Mr Lenormand, le restaurateur
- 1961 : Le Pavé de Paris d'Henri Decoin : le commissaire
- 1961 : La Menace de Gérard Oury : l'inspecteur
- 1961 : La Bride sur le cou de Roger Vadim : caféklant
- 1961 : Le Rendez-vous de Jean Delannoy : le patron du bistrot
- 1961 : Le Monocle noir de Georges Lautner : Poussin
- 1961 : Vive Henri IV, vive l'amour de Claude Autant-Lara : l'officier de la garde
- 1961 : Le Miracle des loups d'André Hunebelle : le « courrier » de Liège
- 1961 : Le cave se rebiffe de Gilles Grangier : l'inspecteur Maffeux
- 1961 : Les Livreurs de Jean Girault : Albert Péricoloso
- 1962 : La Loi des hommes de Charles Gérard : le cafetier
- 1962 : L'Œil du Monocle de Georges Lautner : Poussin
- 1962 : Le Repos du guerrier de Roger Vadim : le brigadier
- 1962 : Madame Sans-Gêne de Christian-Jaque : le professeur de maintien
- 1962 : Maléfices d'Henri Decoin : le boucher
- 1962 : L'assassin est dans l'annuaire ou "Cet imbécile de Rimoldi" de Léo Joannon : le commissaire
- 1962 : Le Monte-charge de Marcel Bluwal : l'inspecteur
- 1962 : Le Septième Juré de Georges Lautner : le pêcheur
- 1962 : Les Mystères de Paris d'André Hunebelle : l'aubergiste
- 1962 : Le Chevalier de Pardaillan de Bernard Borderie : Landry
- 1962 : La Prostitution de Maurice Boutel : Robert
- 1962 : Du mouron pour les petits oiseaux de Marcel Carné : l'inspecteur
- 1963 : La Mort d'un tueur de Robert Hossein : Albert
- 1963 : Le Vice et la Vertu de Roger Vadim : un militaire Allemand
- 1963 : Les Grands Chemins de Christian Marquand : un forain
- 1963 : Chair de poule de Julien Duvivier : le brigadier
- 1963 : Les Tontons flingueurs de Georges Lautner : Jean, le domestique
- 1963 : Hardi ! Pardaillan de Bernard Borderie
- 1964 : Les Gorilles de Jean Girault : Montecourt
- 1964 : Les Barbouzes de Georges Lautner : le convoyeur
- 1964 : Le Monocle rit jaune de Georges Lautner : Poussin
- 1964 : Fantomas d'André Hunebelle : le directeur du journal
- 1965 : Quand passent les faisans d'Édouard Molinaro : le portier de l'hôtel
- 1965 : Le Gentleman de Cocody de Christian-Jaque : Pépé
- 1965 : Piège pour Cendrillon de André Cayatte : Bayen, le garagiste
- 1965 : Fantomas se déchaîne d'André Hunebelle : le directeur du journal
- 1965 : Ne nous fâchons pas de Georges Lautner : l'embaumeur
- 1966 : Massacre pour une orgie de Jean-Pierre Bastid
- 1966 : Trois Enfants dans le désordre de Léo Joannon : le juge Gaubert
- 1966 : Fantomas contre Scotland Yard d'André Hunebelle : le directeur du journal
- 1966 : Un choix d'assassins de Philippe Fourastié : le commissaire
- 1966 : La Longue Marche d'Alexandre Astruc : le pharmacien
- 1966 : Le Grand Restaurant de Jacques Besnard : le conspirateur français
- 1967 : L'Homme qui trahit la mafia de Charles Gérard
- 1967 : Un idiot à Paris de Serge Korber : Patouilloux, le maire
- 1967 : Brigade antigangs de Bernard Borderie : Paletot-de-Cuir
- 1967 : Le Fou du labo 4 de Jacques Besnard : Marchand
- 1967 : Le Pacha de Georges Lautner : l'inspecteur Albert Gouvion
- 1968 : La Petite Vertu de Serge Korber : Lorenzi
- 1968 : Faut pas prendre les enfants du bon Dieu pour des canards sauvages de Michel Audiard : Casimir
- 1969 : Mon oncle Benjamin d'Édouard Molinaro : Jean-François, l'aubergiste
- 1969 : Le Cerveau de Gérard Oury : le soldat belge enrhumé
- 1969 : Sous le signe du taureau de Gilles Grangier : le cafetier
- 1969 : Clérambard d'Yves Robert : Gustalin
- 1969 : Maldonne de Sergio Gobbi : le patron du cabaret
- 1969 : Sept Hommes pour Tobrouk (La battaglia del deserto) de Mino Loy : le commandant anglais

#### Années 1970
- 1970 : Elle boit pas, elle fume pas, elle drague pas, mais... elle cause ! de Michel Audiard : M. Belpech, le principal
- 1970 : Le Distrait de Pierre Richard : Mazelin
- 1970 : Vertige pour un tueur de Jean-Pierre Desagnat : Juan
- 1970 : Les Libertines de Pierre Chenal : Mario
- 1970 : Et qu'ça saute ! de Guy Lefranc : Martinez
- 1970 : Point de chute de Robert Hossein : le commissaire
- 1970 : Le Temps des loups de Sergio Gobbi: le garagiste
- 1971 : Le Cri du cormoran le soir au-dessus des jonques de Michel Audiard : le caravanier
- 1971 : Les Malheurs d'Alfred de Pierre Richard : Gustave, le chauffeur
- 1972 : Un cave de Gilles Grangier : le médecin
- 1972 : Il était une fois un flic de Georges Lautner : le commissaire de Nice
- 1972 : L'Insolent de Jean-Claude Roy : Roger Turquand
- 1972 : Le Grand Blond avec une chaussure noire de Yves Robert : le fleuriste
- 1972 : Quelques messieurs trop tranquilles de Georges Lautner : le commissaire
- 1973 : Comment réussir quand on est con et pleurnichard de Michel Audiard : Léonce, le patron du bistrot
- 1973 : Salut l'artiste de Yves Robert : le réceptionniste de l'hôtel
- 1973 : La Valise de Georges Lautner : le Colonel Mercier
- 1973 : La Raison du plus fou de François Reichenbach : le commissaire
- 1973 : Ursule et Grelu de Serge Korber : le commandant du cargo
- 1973 : Mais où est donc passée la septième compagnie ? de Robert Lamoureux : le paysan
- 1974 : OK patron de Claude Vital : le commissaire
- 1974 : Comme un pot de fraises de Jean Aurel : le chef des ventes
- 1974 : La Gifle de Claude Pinoteau : le concierge du lycée
- 1974 : Seul le vent connaît la réponse (Die Antwort kennt nur der Wind) d'Alfred Vohrer : le commissaire
- 1975 : Pas de problème ! de Georges Lautner : Maurice, le portier de l'hôtel
- 1975 : Le Téléphone rose d'Édouard Molinaro : Lartigues
- 1975 : Quand la ville s'éveille de Pierre Grasset : le fermier
- 1975 : On a retrouvé la septième compagnie de Robert Lamoureux : le colonel Bricart
- 1975 : Les vécés étaient fermés de l'intérieur de Patrice Leconte : l'entraîneur
- 1975 : L'Incorrigible de Philippe de Broca : Freddy
- 1976 : Armaguedon d'Alain Jessua : le chauffeur de taxi
- 1976 : Dracula père et fils d'Édouard Molinaro : le réceptionniste de l'hôtel
- 1976 : D'amour et d'eau fraîche de Jean-Pierre Blanc : le père de Mona
- 1976 : Le Chasseur de chez Maxim's de Claude Vital : Honoré
- 1976 : Mort au sang donneur (Blood relations ou Bloedverwanten) de Wim Lindner : M. Zandvoort
- 1976 : Le Gang de Jacques Deray : le chasseur de rats
- 1977 : Gloria de Claude Autant-Lara : l'aboyeur
- 1977 : Freddy de Robert Thomas : Anthony, l'avocat
- 1977 : Le Maestro, de Claude Vital : Vincent
- 1978 : Je suis timide mais je me soigne de Pierre Richard : le ferrailleur
- 1978 : Coup de tête de Jean-Jacques Annaud : Jeanjean
- 1978 : La Carapate de Gérard Oury : le patron du bistrot
- 1979 : Le Temps des vacances de Claude Vital : le Belge

#### Années 1980
- 1980 : Le Coup du parapluie de Gérard Oury : Jean-Robert, le régisseur du café-théâtre
- 1980 : Tous vedettes de Michel Lang : Le patron du restaurant
- 1980 : La Boum de Claude Pinoteau : Serge, le serveur
- 1980 : Une merveilleuse journée de Claude Vital : l'homme à la Rolls
- 1981 : Prends ta Rolls et va pointer de Richard Balducci : Bruno, le routier
- 1981 : La Chèvre de Francis Veber : le technicien de l'aéroport
- 1982 : Les Misérables de Robert Hossein : le cocher
- 1982 : Jamais avant le mariage de Daniel Ceccaldi : Marcel
- 1982 : Espion, lève-toi de Yves Boisset : le narrateur
- 1982 : La Boum 2 de Claude Pinoteau : Serge, le serveur
- 1982 : L'Été de nos quinze ans de Marcel Jullian : le paysan
- 1983 : Les Compères de Francis Veber : le réceptionniste de l'hôtel
- 1983 : Si elle dit oui... je ne dis pas non de Claude Vital : Robert
- 1983 : Attention ! Une femme peut en cacher une autre de Georges Lautner : le maître d'hôtel
- 1984 : P'tit con de Gérard Lauzier : le concierge
- 1985 : Les parents ne sont pas simples cette année de Marcel Jullian : le gardien de l'école de danse
- 1987 : Neuville ma belle de Mac Kelly

### Télévision
- 1954 : Nous irons à Valparaiso de Claude Barma
- 1954 : La Nuit d'Austerlitz de Stellio Lorenzi
- 1959 : Les Loups de Marcel Bluwal : Verrat
- 1960 : Grabuge à Chioggia de Marcel Bluwal
- 1960 : Si le ciel s'en mêle de Jean-Christophe Averty
- 1962-1963 : L'inspecteur Leclerc enquête feuilleton en 26 épisodes de 26 minutes : Brunel, le supérieur hiérarchique de Leclerc
- 1965 : Mer libre : Magellan de Jean Kerchbron
- 1965 : Les Aventures de Robinson Crusoé (en), feuilleton en 13 épisodes de 25 min de Jean Sacha : le capitaine
- 1966 : L'Affaire Alaric III, épisode de la série Allo Police, de Daniel Leconte
- 1967 : Ce soir à Samarcande d'André Leroux
- 1967 : L'Ordre d'Alain Bourdet
- 1967 : « Spécial dernière » de Alain Dhénaut, épisode des Cinq Dernières Minutes
- 1967 : Les Cinq Dernières Minutes, épisode Un mort sur le carreau de Roland-Bernard : Paul Besson
- 1967 : « Mise en scène », épisode de Malican père et fils de Yannick Andreï
- 1968 : Les Dossiers de l'agence O : La Petite Fleuriste de Deauville de Jean Salvy : le commissaire
- 1971 : « L'Homme radar », épisode de Au frontière du possible de Victor Vicas
- 1971 : Les Nouvelles Aventures de Vidocq à la TV
- 1972 : Les Misérables, tourné en deux parties de Marcel Bluwal : M. Brugeon
- 1972 : L'évasion du duc de Beaufort, épisode de Les Évasions célèbres de Christian-Jaque : La Ramée
- 1973 : « Les Bijoux du roi », épisode des Nouvelles Aventures de Vidocq de Marcel Bluwal
- 1974 : Malicroix de François Gir : M. Balandran
- 1974 : Au théâtre ce soir : La Moitié du plaisir de Steve Passeur, Jean Serge et Robert Chazal, mise en scène Francis Morane, réalisation Georges Folgoas, Théâtre Marigny
- 1975 : « L'Affaire Lambert », épisode de Messieurs les jurés, de André Michel : Louis Pallet
- 1975 : La Moitié du plaisir, Au théâtre ce soir de Georges Folgoas
- 1975 : « Madame au fusil », épisode de Erreurs judiciaires, de Jean Laviron : le second inspecteur
- 1975 : Splendeurs et misères des courtisanes feuilleton en 6 épisodes de 90 minutes de Maurice Cazeneuve — Bibi-Lupin
- 1976 : Les Cinq Dernières Minutes, épisode Le collier d'épingles de Claude Loursais : M. Sangalier
- 1976 : Les Cinq Dernières Minutes, épisode Les petits d'une autre planète de Claude Loursais : M. Bordebure
- 1976 : Le Cœur au ventre, feuilleton en 6 épisodes de 52 min de Robert Mazoyer : M. Moroni
- 1978 : Le Rabat-joie de Jean Larriaga : le clochard
- 1978 : Les Hommes de Rose, feuilleton en 6 épisodes de 52 min, de Maurice Cloche : M. Cossier
- 1979 : L'Élégant : Histoire d'un voyou de Gilles Grangier : Momo
- 1979 : Un comédien lit un auteur : Blaise Cendrars de Renée Darbon : lui-même
- 1980 : « On ne meurt que deux fois », épisode de Les héritiers, de Philippe Monnier : M. Radigel
- 1980 : « T.I.R. », épisode de Opération Trafics, de Christian-Jaque
- 1981 : « La messagerie », épisode des Amours des années folles, de François Gir : Claud
- 1982 : Jules et Juju de Yves Ellena : Juju, le vieil homme retrouvant Jules
- 1983 : « La femme PDG », épisode de Merci Sylvestre, de Serge Korber : le vieux directeur
- 1983 : Venise attendra de Daniel Martineau
- 1984 : Un grand avocat de Jean-Marie Coldefy
- 1984 : Ces chers disparus : Françoise Dorléac court-métrage documentaire de Denis Derrien : Témoignage
- 1986 : L'Amour tango de Régis Forissier : Amédée

## Théâtre
- 1929 : Le Procès de Mary Dugan de Bayard Veiller, adaptation Henry Torrès et Horace de Carbuccia, théâtre de l'Apollo
- 1947 : Nous irons à Valparaiso de Marcel Achard, mise en scène Pierre Blanchar, théâtre de l'Athénée
- 1954 : L'Homme traqué de Frédéric Dard, mise en scène Robert Hossein, théâtre du casino municipal Nice, théâtre des Noctambules
- 1961 : Spéciale Dernière de Ben Hecht et Mac Arthur, mise en scène Pierre Mondy, théâtre de la Renaissance
- 1963 : Six Hommes en question de Frédéric Dard & Robert Hossein, mise en scène Robert Hossein, théâtre Antoine
- 1968 : La Moitié du plaisir de Steve Passeur, Jean Serge, Robert Chazal, mise en scène Robert Hossein, théâtre Antoine, théâtre des Variétés
- 1970 : La neige était sale de Georges Simenon, mise en scène Robert Hossein d'après celle de Raymond Rouleau, théâtre des Célestins, tournée Herbert-Karsenty
- 1979 : Danton et Robespierre d'Alain Decaux, Stellio Lorenzi et Georges Soria, mise en scène Robert Hossein, palais des congrès de Paris
- 1983 : Un grand avocat de Henry Denker, mise en scène Robert Hossein, théâtre Mogador

## Doublage
- Clark Gable dans :
  - Autant en emporte le vent (1939, doublé en 1950) : Rhett Butler
  - Au-delà du Missouri (1951) : Flint Mitchell
  - L'Étoile du destin (1952) : Devereaux Burke
  - Mogambo (1953) : Victor Marswell
  - Le Chouchou du professeur (1958)  : James Gannon / James Gallangher
  - La Vie à belles dents (1959) : Russell "Russ" Ward
  - C'est arrivé à Naples (1960) : Michael Hamilton

- Dana Andrews dans :
  - Les Plus Belles Années de notre vie (1946) : Fred Derry
  - Aveux spontanés (1952) : Jimmy Race
  - Trois Heures pour tuer (1954) : Jim Guthrie

- Karl Malden dans :
  - Un tramway nommé Désir (1951) : Harold « Mitch » Mitchell
  - La Loi du silence (1953) : Inspecteur Larrue
  - La Colline des potences (1959) : Frenchy Plante

Mais aussi :
- 1935 : Les Révoltés du Bounty : le lieutenant Edwards (Crauford Kent)
- 1936 : Nick, gentleman détective : le lieutenant Abrams (Sam Levene)
- 1937 : Le Prisonnier de Zenda : Duc Michael (Raymond Massey)
- 1940[10] : Le Mystère du château maudit : le lieutenant Murray (Robert Elliott)
- 1944 : Trente Secondes sur Tokyo : 'Guerilla Charlie' (Ching Wah Lee)
- 1944 : L'Imposteur : Clément, le condamné (Jean Gabin[11])
- 1947 : Dieu est mort : le lieutenant de police (Pedro Armendariz)
- 1949 : Le Rebelle : Alvah Scarret (Jerome Cowan)
- 1950 : L'Esclave du gang : Martin Blackford (Kent Smith)
- 1950 : La Femme aux chimères : Louis Galba (Nestor Paiva)
- 1950 : C'étaient des hommes : Leo Doolin (Richard Erdman)
- 1951 : L'Inconnu du Nord-Express : Leslie Hennessy (Robert Gist)
- 1952 : Sous le plus grand chapiteau du monde  : Monsieur Loyal (Robert Carson (en))
- 1952 : La Polka des marins : CPO Lardoski (Robert Strauss)
- 1952 : Miracle à Tunis : Charles (Mike Mazurki)
- 1952 : Le Fils de Géronimo : caporal Martin (Milburn Stone)
- 1953 : Tant qu'il y aura des hommes : Milton Warden, adjudant de compagnie du capitaine Holmes (Burt Lancaster)
- 1953 : Le Triomphe de Buffalo Bill  : Wild Bill Hickok (Forrest Tucker)
- 1953 : Le Désert vivant : le narrateur
- 1954 : Écrit dans le ciel : Ed Joseph (Phil Harris)
- 1954 : La Grande Prairie : le narrateur
- 1955 : La Charge des tuniques bleues : colonel Frank Marston (Robert Preston)
- 1955 : La Fureur de vivre : Frank Stark, le père de Jim (Jim Backus)
- 1955 : La Peau d'un autre : l'inspecteur George Ferrell (Andy Devine)
- 1956 : Une Cadillac en or massif : le narrateur (George Burns)
- 1958 : Les Nus et les Morts : Red (Robert Gist)
- 1959 : La Mission secrète du sous-marin X-16 : le lieutenant Patrick 'Pat' Malone (Alan Hale Jr.)
- 1962 : La Légende de Lobo : le narrateur
- 1964 : Jerry souffre-douleur : Chic Wymore (Phil Harris)
- 1964 : La Diligence partira à l'aube : Shérif Horne (Barry Sullivan)
- 1965 : Les Éperons noirs : Bill Henderson (Bruce Cabot)

## Hommage
- Robert Dalban a été parodié dans un album de Lucky Luke, Les Tontons Dalton sous les traits du majordome Bobby.
- La salle de cinéma de sa ville de naissance, Celles-sur-Belle, est renommée Salle Robert-Dalban en 2008.